# Changzhou SinoType Technology
Changzhou SinoType Technology Co., Ltd. (常州华文印刷新技术有限公司), ou SinoType, est une fonderie typographique chinoise fondée en 1991 par « Curt » Huang Kejian (黄克俭) et basée à Changzhou avec des bureaux à Pékin et San Francisco.
Elle produit des polices de caractères chinoises, dont notamment sa première police STSong, publiée en 1991, aujourd’hui distribué avec OS X, STHeiti et STKaiti.
Neuf de ses polices sont certifiées par le gouvernement chinois en 1994. En 1996, plusieurs de ses polices sont distribuées avec les imprimantes PostScript. Elle compte parmi ses clients des compagnies comme Apple, Microsoft, IBM et Amazon.